# Tríkala (district régional)
Le district régional de Tríkala (grec moderne : Περιφερειακή ενότητα Τρικάλων / Periferiakí enótita Trikálon) est l'un des cinq districts régionaux de la périphérie (région) de Thessalie, en Grèce. Il a succédé au nome de Tríkala au 1er janvier 2011 dans le cadre de la réforme Kallikratis.

## Dèmes (municipalités)

Carte des dèmes du district régional de Tríkala depuis la réforme Kallikratis

Carte des dèmes du nome de Tríkala avant la réforme Kallikratis, qui sont les districts municipaux actuels

Lors de la réforme Kallikratis (2011), les anciens 23 dèmes et 3 communautés du nome de Tríkala sont fusionnés en 4 nouveaux dèmes, dont ils deviennent des districts municipaux. Les numéros correspondent à leur emplacement sur la carte.
| Nouveau dème                                | Chef-lieu | District municipal | Code YPES | Chef-lieu (si différent) | Code postal | Préfixe tél.  |
| ------------------------------------------- | --------- | ------------------ | --------- | ------------------------ | ----------- | ------------- |
| 4.Farkadóna                                 | Farkadóna | 22.Farkadóna       | 4825      |                          | 420 31      | 24330-2       |
| 4.Farkadóna                                 | Farkadóna | 13.Ichalía         | 4815      |                          | 423 00      | 24330-31      |
| 4.Farkadóna                                 | Farkadóna | 16.Pelinnéi        | 4818      | Taxiárches               | 421 00      | 24310-53      |
| 2.Météores (anciennement dème de Kalambáka) | Kalambáka | 24.Aspropótamos    | 4802      | Kallirrói                | 421 00      | 24310-7       |
| 2.Météores (anciennement dème de Kalambáka) | Kalambáka | 23.Chásia          | 4826      | Asprokklisiá (bg)        | 422 00      | 24320-95      |
| 2.Météores (anciennement dème de Kalambáka) | Kalambáka | 6.Kalambáka        | 4806      |                          | 422 00      | 24320-2       |
| 2.Météores (anciennement dème de Kalambáka) | Kalambáka | 8.Kastaniá         | 4808      |                          | 420 36      | 24320-88      |
| 2.Météores (anciennement dème de Kalambáka) | Kalambáka | 9.Klinovós         | 4809      |                          | 422 00      | 24320-31      |
| 2.Météores (anciennement dème de Kalambáka) | Kalambáka | 11.Malakássi       | 4811      | Panagía                  | 422 00      | 24320-71      |
| 2.Météores (anciennement dème de Kalambáka) | Kalambáka | 20.Tymféa          | 4823      | Koniskós                 | 422 00      | 24320-92      |
| 2.Météores (anciennement dème de Kalambáka) | Kalambáka | 3.Vasilikí         | 4803      |                          | 422 00      | 24320-91      |
| 3.Pýli                                      | Pýli      | 2.Éthikes          | 4801      | Eláti                    | 420 32      | 24340-71      |
| 3.Pýli                                      | Pýli      | 4.Gómfi            | 4804      | Lygariá                  | 421 00      | 24310-62      |
| 3.Pýli                                      | Pýli      | 25.Myrófyllo       | 4813      |                          | 420 33      | 24340-31      |
| 3.Pýli                                      | Pýli      | 26.Neráïda         | 4814      |                          | 420 37      | 24340-3 et -7 |
| 3.Pýli                                      | Pýli      | 17.Pialía          | 4819      | Fíki (el)                | 421 00      | 24310-52      |
| 3.Pýli                                      | Pýli      | 18.Pýli            | 4820      |                          | 420 32      | 24340-2       |
| 3.Pýli                                      | Pýli      | 19.Pindós          | 4821      | Stournaréika (el)        | 420 32      | 24340-93      |
| 1.Tríkala                                   | Tríkala   | 5.Estieótida       | 4805      | Megalochóri (el)         | 421 00      | 24310-71      |
| 1.Tríkala                                   | Tríkala   | 21.Faloría         | 4824      | Kefalóvryso (en)         | 421 00      | 24310-85      |
| 1.Tríkala                                   | Tríkala   | 7.Kallídendro      | 4807      | Valtinó (el)             | 421 00      | 24310-94      |
| 1.Tríkala                                   | Tríkala   | 10.Kóziakas        | 4810      | Prínos (el)              | 421 00      | 24310-93      |
| 1.Tríkala                                   | Tríkala   | 12.Megála Kalývia  | 4812      |                          | 420 30      | 24310-43      |
| 1.Tríkala                                   | Tríkala   | 14.Paliókastro     | 4816      | Paleópyrgos (el)         | 421 00      | 24310-87      |
| 1.Tríkala                                   | Tríkala   | 15.Paralithéi      | 4817      | Rízoma                   | 421 00      | 24310-96      |
| 1.Tríkala                                   | Tríkala   | 1.Tríkala          | 4822      |                          | 421 00      | 24310-2 à 4   |